# Potyma
Potyma (oroszul: Потьма) városi jellegű település Oroszországban, Mordvinföld Zubova Poljana-i járásában.
Lakossága: 4171 fő (a 2010. évi népszámláláskor).

## Elhelyezkedése
Mordvinföld nyugati részén, Zubova Poljana járási székhelytől 6 km-re északkeletre, erdővel borított területen fekszik. Vasútállomás a Rjazany–Ruzajevka–Szaranszk vasúti fővonalon.

## Története
1866-ban a Tambovi kormányzóság lakott helyeinek listája feltünteti nevét, ekkor Potyma tanya. 1917-ben lett vasútállomás, 1950-ben falu. Az 1930-as évektől kezdve a mordvinföldi büntetőtáborok zónájához tartozott. A vasút tűzifával való ellátására erdőgazdaságot hoztak létre, és innen leágazó szárnyvonalat építettek Barasevo és Javasz település felé. 1941-ben kovácsoló- és szerelőüzemet alapítottak vasúti kocsik részegységeinek gyártására. Ebből nőtt ki és napjainkban is üzemel a fémszerkezeteket előállító Nem-sztenderd Berendezések Gyára (Zavod nyesztandartyizirovannovo oborudovanyija).